# Kim cang xụ
Kim cang xụ hay kim cang Sa Pa (danh pháp: Smilax chapaensis) là một loài thực vật có hoa trong họ Smilacaceae. Loài này được Gagnep. miêu tả khoa học đầu tiên năm 1934.